# DJI Mavic
DJI Mavic (кит.: 御; піньїнь: Yù) — серія компактних квадрокоптерів з дистанційним керуванням для особистої та комерційної аерофотозйомки та відеозйомки, які випускає китайська компанія DJI.

## Серія Mini

### Mavic Mini та Mini SE

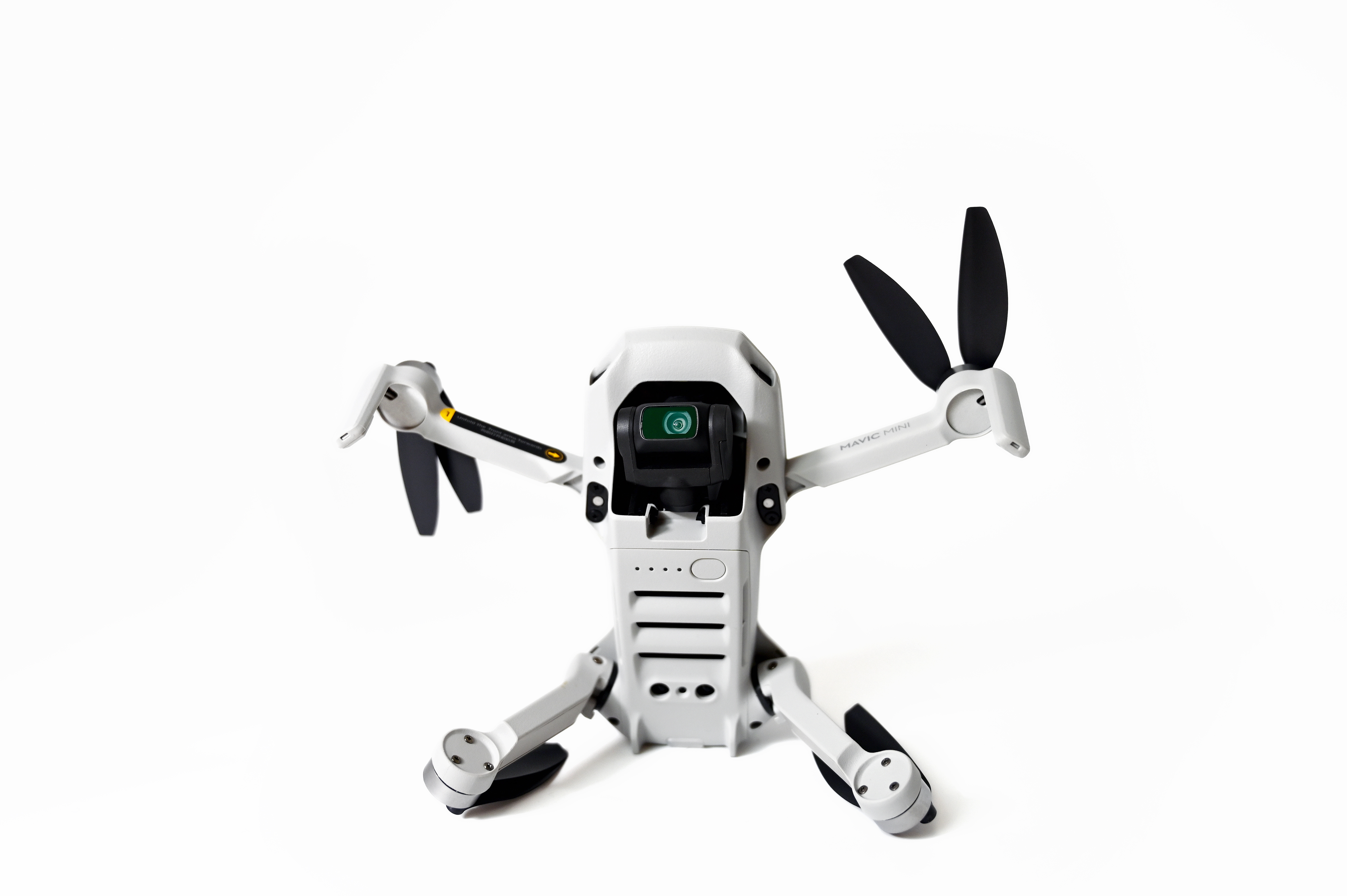
Розкладений Mavic Mini

30 жовтня 2019 року компанія DJI анонсувала випуск Mavic Mini як заміну моделі DJI Spark, яка вже не випускалася, і позиціонувала його як безпілотний дрон для початківців. Його камера встановлена на тривісному підвісі та оснащена 12-мегапіксельним сенсором, здатна знімати відео 2,7K із частотою 30 кадрів/с. Mavic Mini має схожі конструктивні характеристики із серіями Mavic Pro та Mavic 2, хоча відрізняється своєю портативністю та загальним невеликим розміром. Маркетинг DJI Mavic Mini зосереджується на вазі дрона в 249 грамів, що дозволяє йому обійти правила реєстрації дронів у кількох західних країнах, таких як Сполучені Штати, Канада та Велика Британія. У Японії була випущена модель із меншою батареєю, яка важить на 50 грамів менше, щоб обійти аналогічне японське обмеження у 200 грамів. Mavic Mini має радіус дії 4 км, оскільки використовує удосконалений Wi-Fi-передавач. Встановлена камера ідентифікується в Exif як FC7203.
DJI Mini SE, випущений у середині 2021 року, по суті, є оригінальною збіркою DJI Mini в оболонці DJI Mini 2. Він може літати до 30 хвилин, має 12-мегапіксельну фотокамеру, здатність знімати 2,7K відео та радіус дії 4 км, оскільки використовує удосконалений Wi-Fi-передавач, як і DJI Mavic Mini. Його головною метою було стати наступником застарілого DJI Mini як найдешевшого варіанту безпілотника.

### Mini 2

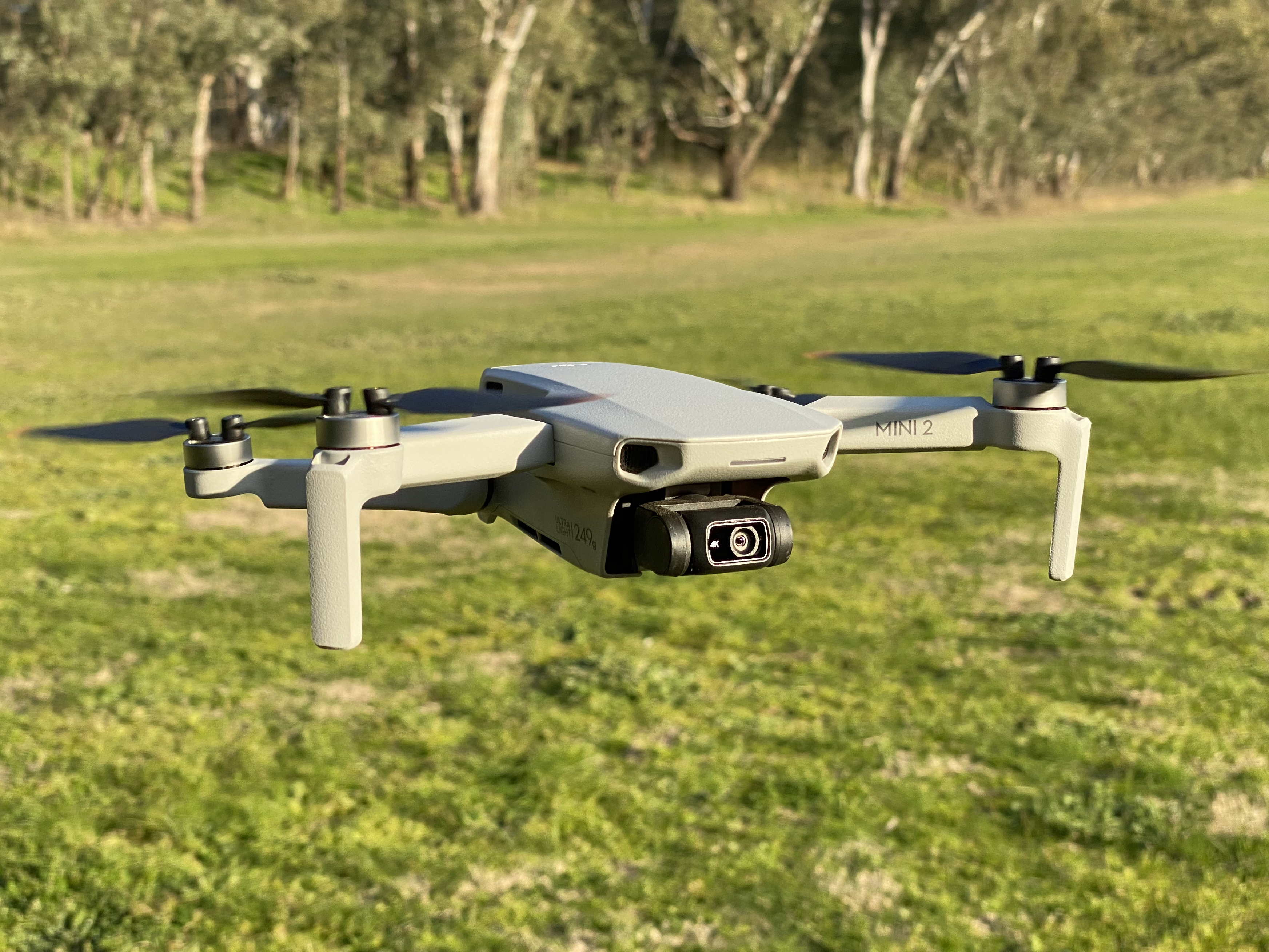
DJI Mini 2

DJI Mini 2, випущений у листопаді 2020 року, став удосконаленням Mavic Mini завдяки довшому часу польоту (31 хвилина) і здатності записувати 4K-відео. Завдяки вазі у 249 г Mini 2 витримує 5-бальний вітер. Він має 5 режимів швидкої зйомки, 3 режими панорами, HD, 2,7k і 4k-відео. Він також має можливість робити 12 Мп фотографії у форматі RAW. DJI Mini 2 також використовує Ocusync 2.0, що забезпечує максимальний діапазон передачі 10 км.

### Mini 3 Pro та Mini 3
DJI Mini 3 Pro був випущений 10 травня 2022 року.
9 грудня 2022 року DJI випустила Mini 3, який був дешевшою версією Mini 3 Pro. Основні відмінності полягали у відсутності датчиків виявлення зіткнень і обмеження інтелектуальних режимів камери. Він має лише режим камери 12 Мп і не має можливості змінювати колірні профілі. Що стосується контролера, DJI Mini 3 використовує Ocusync 2.0 замість O3, який використовується в DJI Mini 3 Pro, що знижує діапазон передачі відео та роздільну здатність з 1080p до 720p.

## Серія Air

### Mavic Air

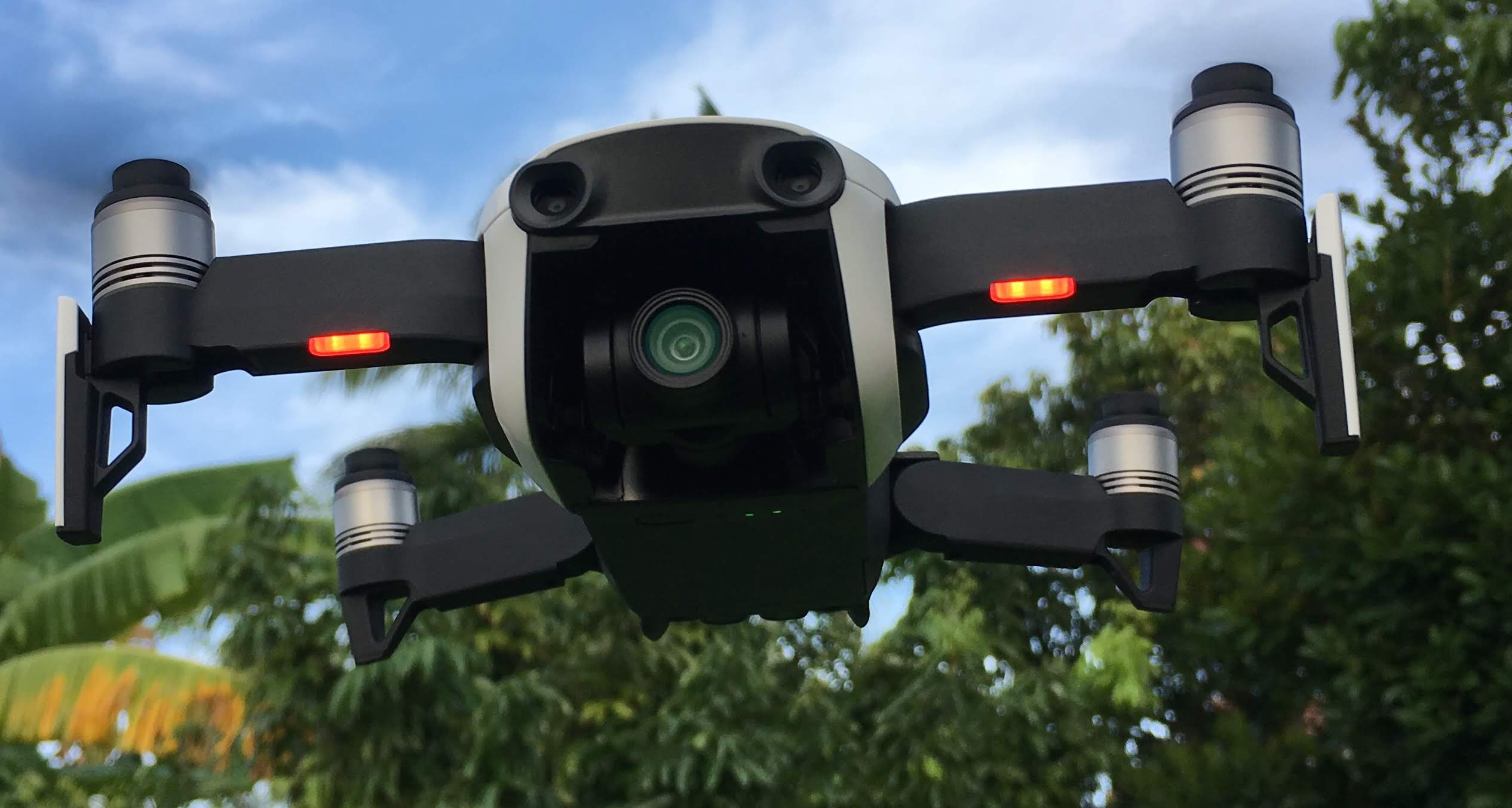
DJI Mavic Air у повітрі

Mavic Air, який був випущений на початку 2018 року, може записувати 4K-відео із частотою 30 кадрів/с. Air має 3-осьовий підвіс і об'єктив 24 мм. Air також має функцію SmartCapture, тринаправлену систему визначення навколишнього середовища та максимальний час польоту 21 хвилину.
Він оснащений 12-мегапіксельною 4K HDR-камерою, встановленою на 3-осьовому підвісі, і має новий режим панорами, який зшиває 25 фотографій за вісім секунд, щоб створити «сферичну панораму». Завдяки встановленим антенам, дрон може літати 21 хвилину та має радіус дії 4 км. Як і Spark, Air також має режим «Smart Capture», у якому дроном можна керувати жестами рук.

### Mavic Air 2

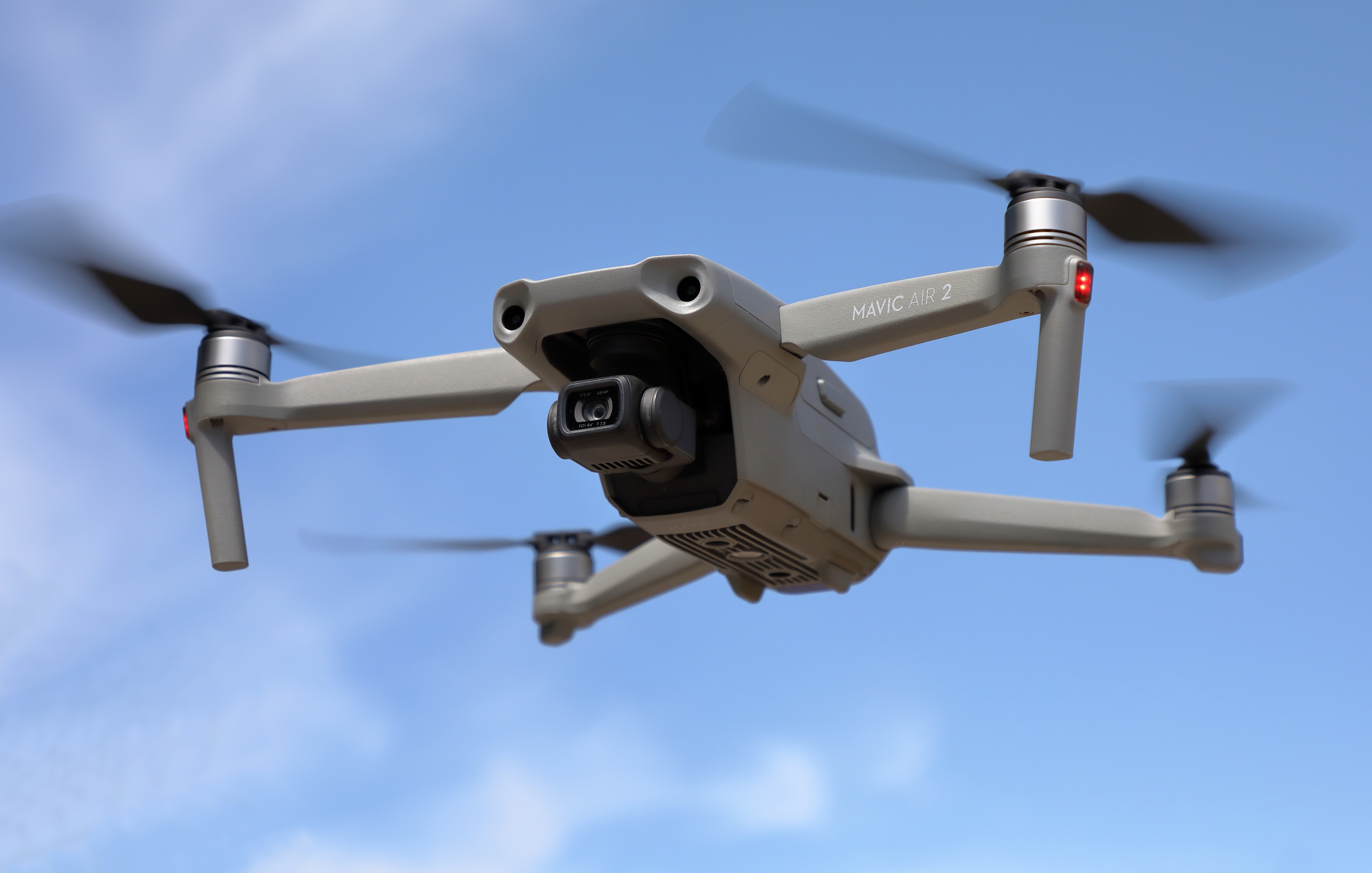
Дрон DJI Mavic Air 2 у польоті

27 квітня 2020 року компанія DJI випустила Mavic Air 2. Він має 1/2-дюймову CMOS-камеру, час польоту 34 хвилини від батареї, може розвивати швидкість до 68,4 км/год. Пульт дистанційного керування Air 2 має новий дизайн. Стандартний контролер DJI передбачає кріплення мобільного телефону внизу, вимагаючи від оператора дивитися вниз, дивлячись на екран. У новому контролері смартфон закріплений у верхній частині, бличже до лінії зору. Це нагадує кріплення контролера для Anafi, конкурента Mavic Air, що виробляється французьким конкурентом DJI, компанією Parrot. Оригінальний Mavic Air має розширену систему радіоуправління Wi-Fi. Але Mavic Air 2 має OcuSync 2.0, спеціальну радіосистему, яка працює в діапазонах 2,4 ГГц і 5,8 ГГц (система працює в одно- та дводіапазонному режимах, 5,8 ГГц підтримується не в усіх регіонах). Це знижує кількість перешкод від навколишніх мереж Wi-Fi. Він також має більший радіус дії — до 10 кілометрів. У частині відеозйомки, Air 2 підтримує формат RAW, режим 48 Мп, HDR-відео і режим сповільненої зйомки Hyperlapse із частотою 240 кадрів/с. Mavic Air 2 має функцію безпеки, яка попереджає користувачів про літаки та гелікоптери поблизу за допомогою вбудованого контролера.

### Air 2S

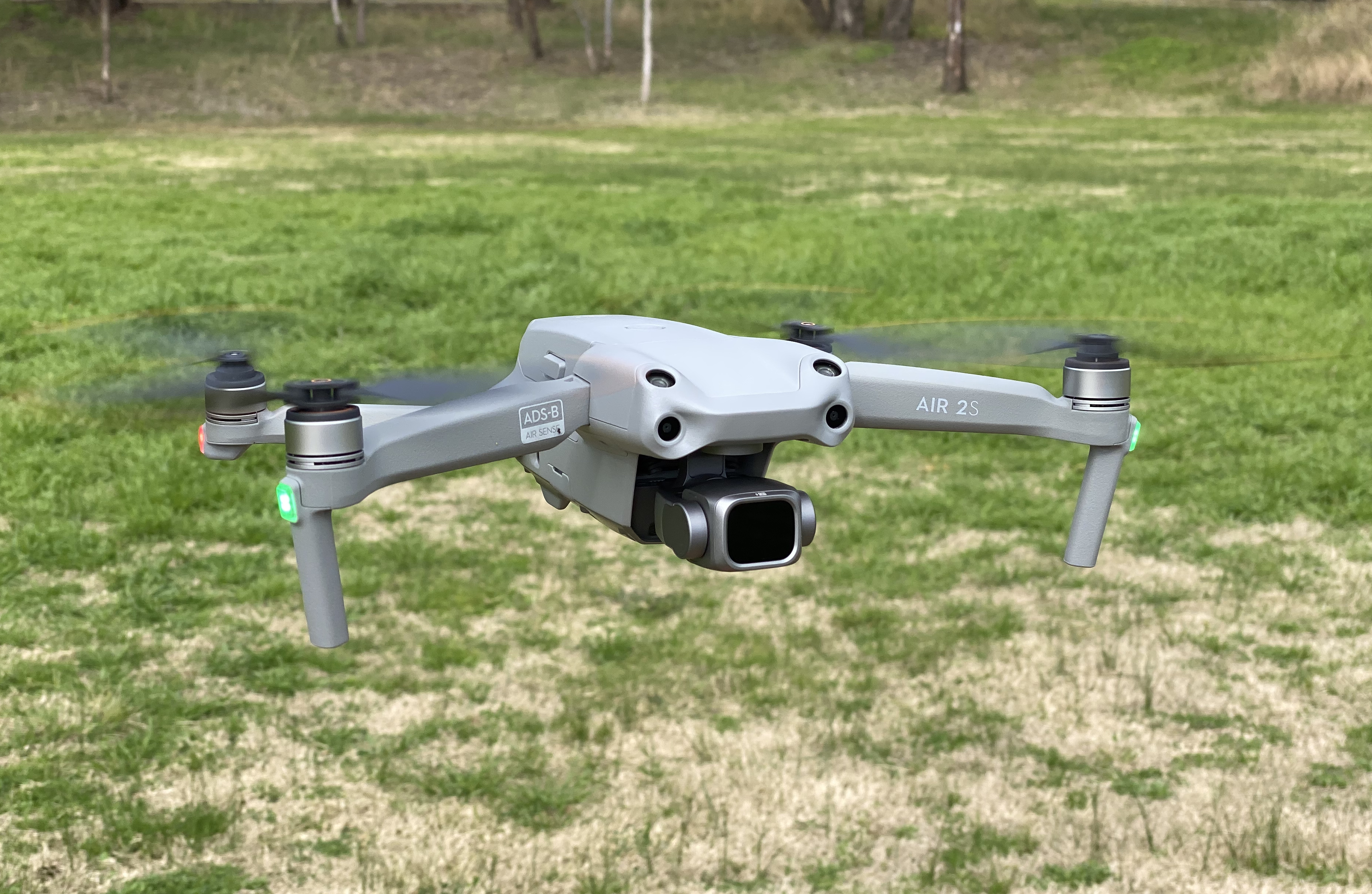
DJI Air 2S

Оновлена версія Mavic Air 2, яка отримала назву DJI Air 2S, відмовившись від назви Mavic, була представлена компанією DJI 15 квітня 2021 року та була розроблена для вдосконалення моделі Mavic Air 2, випущеної 27 квітня 2020 року. Air 2S має 1-дюймову CMOS-камера, здатна знімати 20 Мп фотографії у форматі JPEG і RAW і до 10-бітне відео у форматі 5,4K з максимальною частотою 30 кадрів/с, а також 4K-відео з максимальною частотою 60 кадрів/с. Дрон також має максимальний час польоту 31 хвилину та забезпечує передачу даних із роздільною здатністю 1080p на відстань до 12 км за допомогою контролера OcuSync 3. Оновлені можливості HDR також включають 12,6 ступенів експозиції для фотографій. DJI Air 2S також має нові режими фото та відео, такі як SmartPhoto, Hyperlapse і MasterShots, що надає більше можливостей камери. Було оновлено систему уникнення та виявлення перешкод APAS 4.0, яка використовує датчики на передній, задній, верхній і нижній частині дрона.

## Серія Pro

### Mavic Pro та Pro Platinum

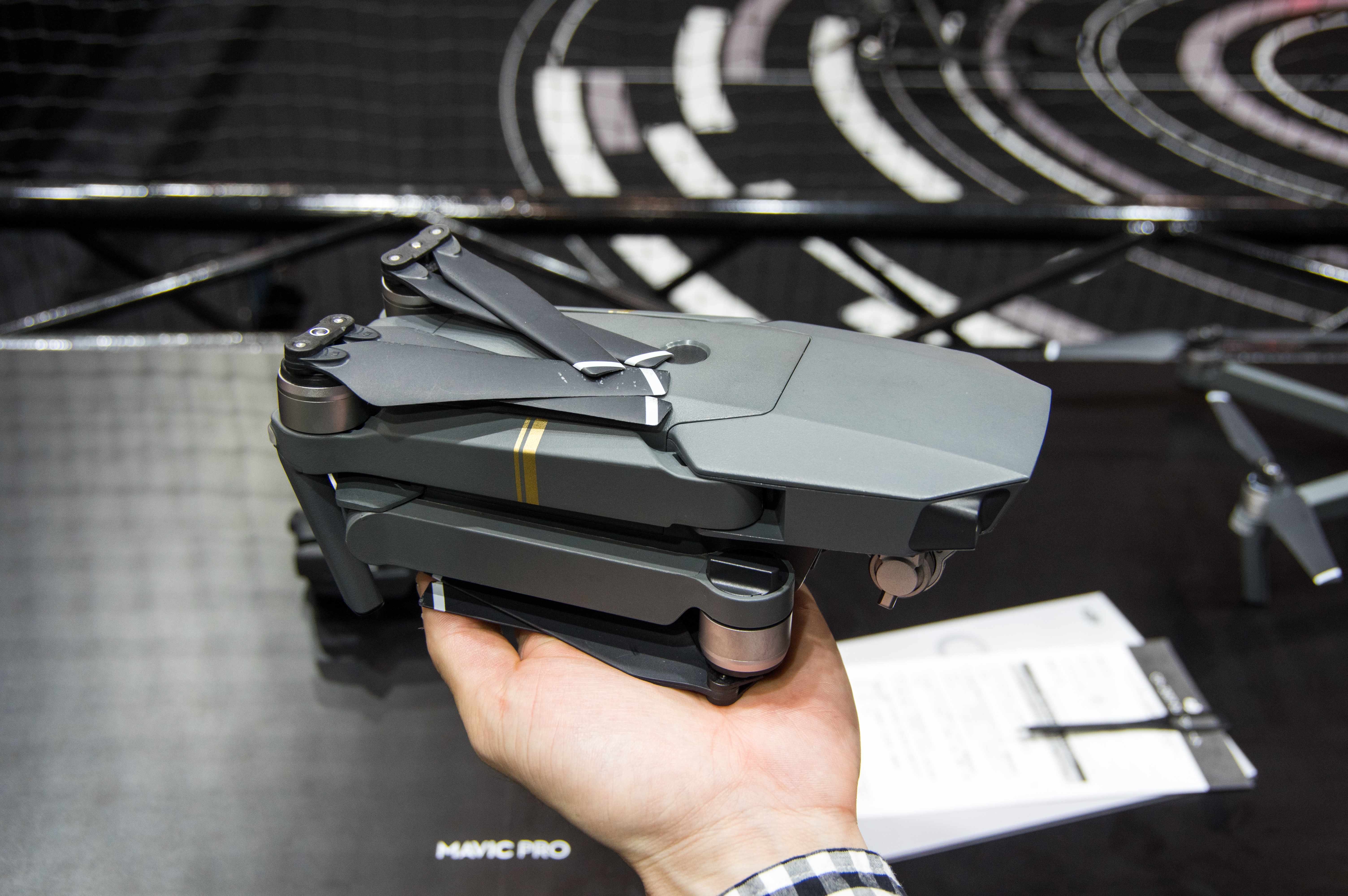
Mavic Pro у складеному стані

Анонсований у вересні 2016 року Mavic Pro, який був випущений наприкінці 2016 року, був першим дроном із серії Mavic. Дрон здатний знімати 4K-відео, має дальність польоту 6,9 км і час польоту 27 хвилин. Максимальна швидкість становить 65 км/год у спортивному режимі. Покращена система Lightbridge може передавати відео на відстані 7 кілометрів у форматі 1080p. Mavic Pro оснащено тією ж камерою, що й БпЛА Phantom 4, із кутом огляду 78°, порівняно із 94° у Phantom. Камера являє собою 12-мегапіксельну камеру, яка здатна знімати 4K-відео із частотою 24 кадрів/с. Вона також може знімати із частотою до 96 кадрів/с при зйомці в 1080p. Камера підтримує бітрейт 60 Мбіт/с, як і у Phantom 4. Mavic Pro у складеному вигляді досить компактний, щоб поміститися в невелику сумку (83 мм x 83 мм x 198 мм). Його ніжки та пропелери складаються знизу та збоку від дрона, утворюючи компактну форму.
На виставці IFA у серпні 2017 року компанія DJI анонсувала оновлений Mavic Pro Platinum. Оновлена версія має більший час автономної роботи та покращене зниження шуму завдяки новим пропелерам та електронним регуляторам швидкості.

### Mavic 2 Pro, 2 Zoom, 2 Enterprise, 2 Enterprise Dual та 2 Enterprise Advance

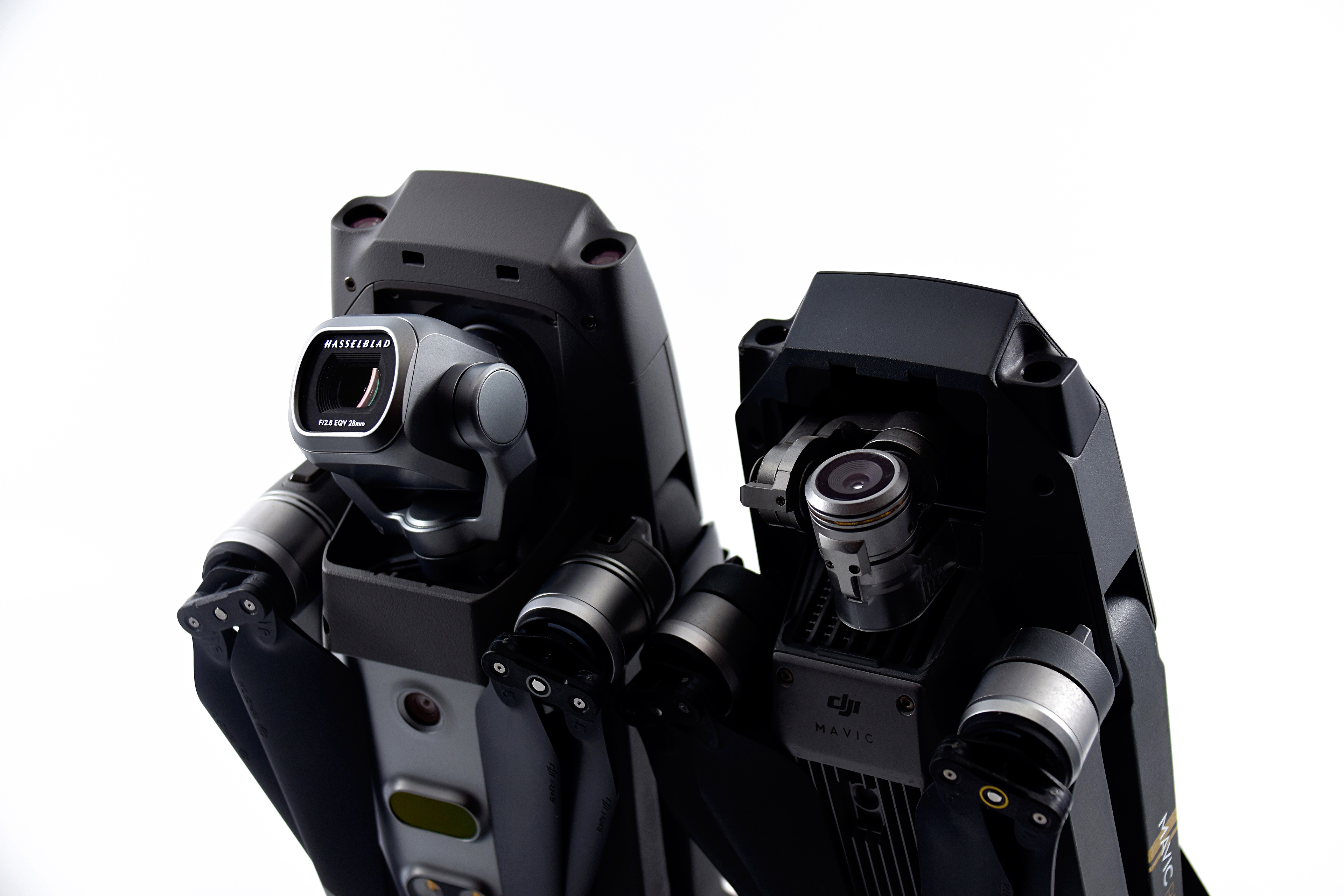
DJI Mavic 2 Pro (ліворуч) і Mavic 2 Zoom (праворуч), обидва у складеному стані

У серпні 2018 року компанія DJI анонсувала випуск Mavic 2 Pro і Mavic 2 Zoom. Обидва дрони мають 10 датчиків уникнення перешкод з усіх боків і максимальний час польоту 31 хвилину. Обидва безпілотники також можуть записувати 4K-відео із частотою 30 кадрів/с. Mavic 2 Zoom має функцію зуму 4x (2x оптичний та 2x цифровий) і 12-мегапіксельну камеру. Mavic 2 Pro оснащений камерою Hasselblad і функцією Hyper Timelapse.
29 жовтня 2018 року DJI анонсувала Mavic 2 Enterprise Series (M2E). Включаючи в себе функції лінійки споживчих дронів Mavic 2, Mavic 2 Enterprise містить три модульних аксесуари як для швидкого застосування, так і для професійного застосування. Він має прожектор, динамік і сигнальний маяк, що робить дрон видимим вночі.
У грудні 2018 року до лінійки додано Mavic 2 Enterprise Dual із тепловізійною камерою від FLIR.
У квітні 2021 року був випущений Mavic 2 Enterprise Advanced. Удосконалений сенсор теплової камери, оновлений 48-мегапіксельний сенсор камери ½" і підтримка додаткового модуля RTK (кінематичного режиму у реальному часі).

### Mavic 3, 3 Cine, 3 Classic, 3 Thermal та 3 Multispectral

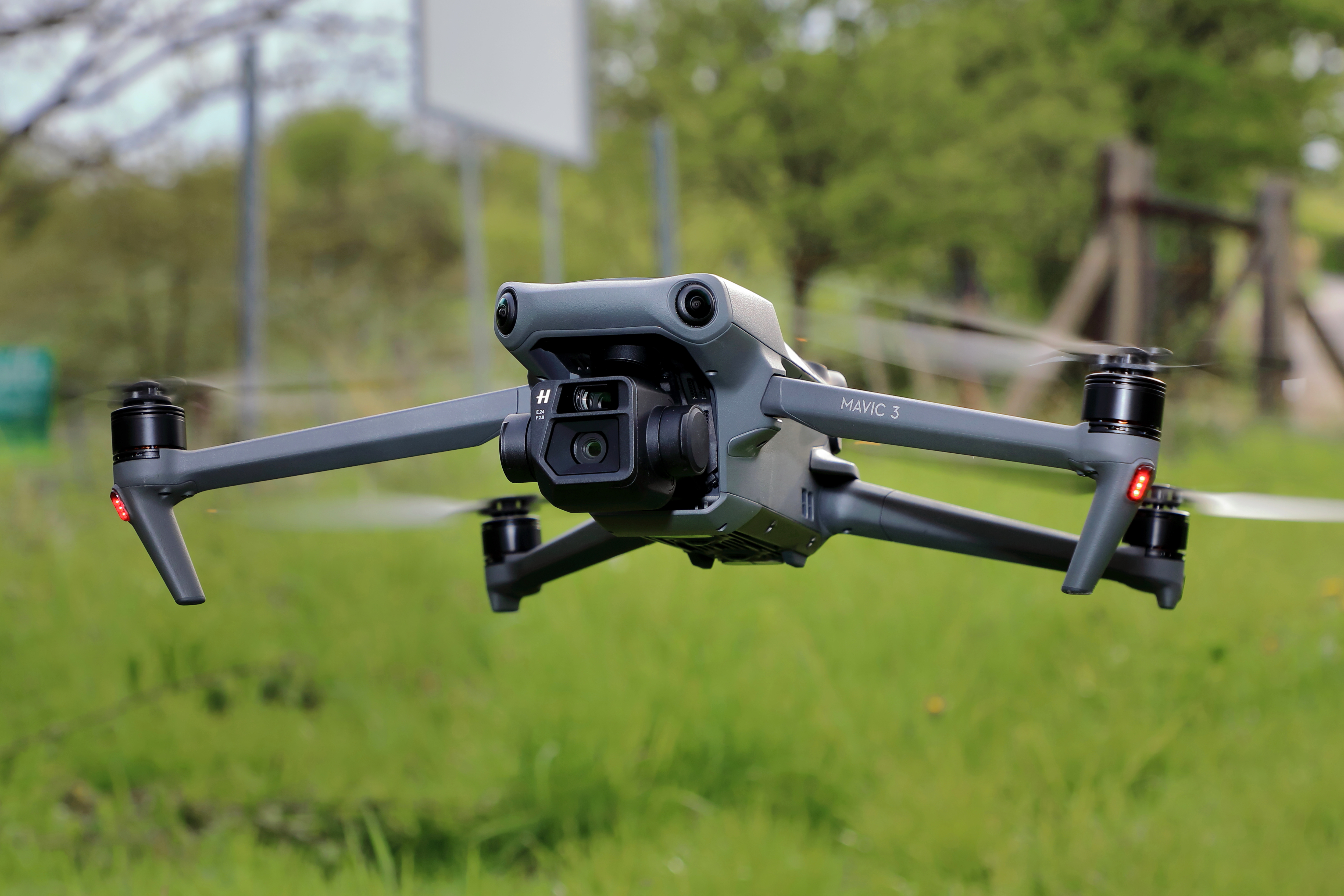
Дрон DJI Mavic 3 у польоті

DJI Mavic 3, випущений 5 листопада 2021 року, має камеру 4/3 CMOS Hasselblad L2D-20c і технологію Hasselblad Natural Color Solution (HNCS). Камера має динамічний діапазон 12,8 стоп і може знімати 5,1K-відео. Починаючи з Mavic 2, дальність передачі була збільшена до 12 км, а також збільшений час польоту до 41 хвилини завдяки збільшеному ресурсу акумулятора. Mavic 3 має аксесуар 4G, який під'єднується до дрона за допомогою з'єднання USB-C і використовується для керування дроном через мобільну мережу 4G.
27 вересня 2022 року DJI випустила корпоративну серію DJI Mavic 3, яка має або тепловізійну камеру, або камеру з механічним затвором. Дрон також має додатковий порт USB-C для підключення модуля RTK або динаміка. Зум-камера дрона також має більший цифровий зум. Корпоративна версія має контролер DJI RC Pro Enterprise, схожий на DJI RC Pro, але з мікрофоном. Вага дрона становить 915 або 920 г без аксесуарів.
2 листопада 2022 року DJI випустила Mavic 3 Classic, який був схожий на оригінальний Mavic 3. Відмінність від оригінального Mavic 3 полягала в тому, що Mavic 3 Classic мав нижчу ціну та не мав додаткової камери із зумом. 23 листопада 2022 року компанія DJI випустила Mavic 3M multispectral, яка була корпоративною версією, але мала модуль RTK і 5-мегапіксельну систему мультиспектральної камери замість зуму.

## Контролери
DJI Mavic Pro Controller (GL200A) із Ocusync 1.0 (2016).
Підтримувані пристрої:
- Mavic Pro
- Mavic Pro Platinum

DJI Mavic Air Controller (S01A) із Enhanced WiFi (2018).
Підтримувані пристрої:
- Mavic Air

DJI Mavic 2 Pro Controller (RC1A, RC1B) із Ocusync 2.0 (2018).
Підтримувані пристрої:
- Mavic 2 Pro (RC1A)
- Mavic 2 Zoom (RC1B)

DJI Mavic Mini Controller (MR1SS5 та MR1SD25) із Enhanced WiFi (2019).
У 2019 році DJI випустила два контролери: MR1SS5 як американську та китайську модель, MR1SD25 як європейську та японську моделі, обидві для нового DJI Mavic Mini. Контролери DJI Mavic Mini також сумісні з DJI Mini SE, випущеним у 2021 році.
Підтримувані пристрої:
- Mavic Mini
- Mavic Mini SE

DJI Smart Controller (RM500) із Ocusync 2.0 та O3 (2019).
Знятий з виробництва контролер на базі Android із внутрішнім дисплеєм і Ocusync 2.0 для передачі відео. Пристрій використовує чипсет Rockchip RK3399 і має 4 ГБ оперативної пам'яті, 16 ГБ внутрішньої пам'яті та 5,5-дюймовий дисплей Full-HD із родільною здатністю 1920x1080 пікселів. Пристрій має вихід HDMI та може запускати програми сторонніх розробників. Вага контролера становить 630 г.
Підтримувані пристрої:
- Mini 2 , Mavic Air 2, Mavic 2 Pro, Mavic 2 Zoom, Mavic 2 Enterprise, 2 Entreprise Dual та 2 Entreprise Advanced. (Ocusinc 2.0)
- Air 2S (O3)

DJI RC-N1 Controller (RC231) із Ocusync 2.0, O3 та O3+ (2020).
Контролер, який використовує смартфони як дисплей і Ocusync 2.0, O3 і O3+ для передачі відео. Вага контролера 387 г.
Підтримувані пристрої:
- Mini 2, Mini 3 та DJI Mavic Air 2. (Ocusync 2.0)
- Mini 3 Pro та Air 2S. (O3)
- Mavic 3, Mavic 3 Cine та Mavic 3 Classic. (O3+)

DJI RC Pro Controller (RM510) із O3 та O3+ (2021).
Спеціальний контролер на базі Android. Він має внутрішній дисплей і використовує O3 і O3+ для передачі відео. Пристрій використовує чипсет Qualcomm Snapdragon 865 з 6 ГБ оперативної пам'яті, 32 ГБ внутрішньої пам'яті та 5,5-дюймовим дисплеєм Full-HD із родільною здатністю 1920x1080 пікселів. Має вихід HDMI. До контролера можна підключити 4G-модем як додаткову функцію. Пристрій може запускати програми сторонніх розробників. Вага контролера 680 г.
Підтримувані пристрої:
- Mini 3 Pro та DJI Air 2S. (O3)
- Mavic 3, Mavic 3 Cine та Mavic 3 Classic. (O3+)

DJI RC Controller (RM330) із Ocusync 2.0, O3 та 03+ (2022).
Наступник DJI Smartcontroller. Має вбудований дисплей і використовує Ocusync 2.0, O3 і O3+ для передачі відео. Пристрій має 5,5-дюймовий дисплей Full-HD із родільною здатністю 1920x1080 пікселів, та не має вбудованої пам'яті. Контролер використовує Android, але користувач не може встановлювати на нього програми. Вага контролера 390 г.
Підтримувані пристрої:
- Mini 3. (Ocusync 2.0)
- Air 2S та DJI Mini 3 Pro. (O3)
- Mavic 3, Mavic 3 Cine та Mavic 3 Classic. (O3+)

DJI RC Pro Enterprise Controller (RM510B) із O3+ (2022).
Версія контролера DJI RC Pro, яка була випущена з корпоративними моделями Mavic 3. Він має додатковий мікрофон, що вирізняє його в апаратному забезпеченні та більший обсяг внутрішньої пам'яті на 64 ГБ.
Підтримувані пристрої:
- Mavic 3 Enterprise, Mavic 3 Thermal та Mavic 3M multispectral.

## Порівняння
| Модель                                                        | Вага порожнього (у грамах)                  | Час польоту (у хвилинах)                                    | Максимальна швидкість (у нормальному режимі) | Максимальна швидкість (у спортивному режимі) | Робоча температура (°C) | Дальність (у км)              |
| ------------------------------------------------------------- | ------------------------------------------- | ----------------------------------------------------------- | -------------------------------------------- | -------------------------------------------- | ----------------------- | ----------------------------- |
| Mavic 3E / 3T / 3M                                            | 915 г / 920 г / 951 г                       | ~45 хв / 43 хв (3M)                                         | 15 м/с                                       | 21 м/с                                       | -10° — 40° C            | 15 км, 8 км із контролером CE |
| Mavic 3 / 3 Cine / 3 Classic                                  | 895 г / 899 г                               | ~46 хв                                                      | 15 м/с                                       | 21 м/с / 19 м/с (Mavic 3 та Mavic 3 Cine)    | -10° — 40 °C            | 15 км, 8 км із контролером CE |
| Mavic 2 Enterprise / 2 Enterprise Dual / 2 Enterprise Advance | 905 г / 899 г / 909 г                       | ~31 хв                                                      | 14 м/с                                       | 20 м/с                                       | -10° — 40 °C            | 10 км, 6 км із контролером CE |
| Mavic 2 Pro / 2 Zoom                                          | 907 г / 905 г                               | ~31 хв                                                      | 14 м/с                                       | 20 м/с                                       | -10° — 40 °C            | 10 км, 6 км із контролером CE |
| Mavic Pro / Pro Platinum                                      | 734 г                                       | ~27 хв / 30 хв                                              | 10 м/с                                       | 18 м/с                                       | 0° — 40 °C              | 7 км, 4 км із контролером CE  |
| Air 2S                                                        | 595 г                                       | ~31 хв                                                      | 15 м/с                                       | 19 м/с                                       | 0° — 40 °C              | 12 км, 8 км із контролером CE |
| Mavic Air 2                                                   | 570 г                                       | ~34 хв                                                      | 12 м/с                                       | 19 м/с                                       | -10° — 40 °C            | 10 км, 6 км із контролером CE |
| Mavic Air                                                     | 430 г                                       | ~21 хв                                                      | 8 м/с                                        | 19 м/с                                       | 0° to 40 °C             | 4 км, 2 км із контролером CE  |
| Mini 3 Pro                                                    | <249 г / 290 г (зі збільшеним аукмулятором) | ~34 хв / 47 хв (зі збільшеним аукмулятором)                 | 10 м/с                                       | 16 м/с                                       | -10° — 40°              | 15 км, 8 км із контролером CE |
| Mini 3                                                        | 248 г / 290 г (зі збільшеним аукмулятором)  | ~38 хв / 51 хв (зі збільшеним аукмулятором)                 | 10 м/с                                       | 16 м/с                                       | -10° — 40°              | 10 км, 6 км із контролером CE |
| Mini 2                                                        | <249 г                                      | ~31 хв                                                      | 10 м/с                                       | 16 м/с                                       | 0° — 40 °C              | 10 км, 6 км із контролером CE |
| Mavic Mini / Mini SE                                          | 249 г / 199 г (Mavic Mini в Японії)         | ~30 хв / 18 хв (Mavic Mini з японською версією акумулятора) | 8 м/с                                        | 13 м/с                                       | 0° — 40 °C              | 4 км, 2 км із контролером CE  |

## Підтримка SDK для програм сторонніх розробників
У вересні 2022 року DJI випустила мобільний SDK v4 для розробки додатків на Android та iOS для дронів DJI. Деякі дрони також підтримуються UX SDK і Windows SDK. Остання версія Mobile SDK v5 призначена лише для Android і наразі підтримує лише Mavic 3E та Mavic 3T. Вільям Вонг зі служби підтримки DJI також пояснив, що наразі вони віддають перевагу літальним апаратам корпоративного рівня, і немає планів щодо додавання підтримки SDK для Mavic 3 або Mini 3 Pro у 2022 році.
Прикладами програм сторонніх розробників є програми для планування місій, фотограмметрії та картографії, такі як Lichi, DroneDeploy, Pix4D і Dronelink.
| Модель                      | Дата випуску      | Mobile SDK (iOS) | Mobile SDK (Android) | UX SDK (iOS) | UX SDK (Android) |
| --------------------------- | ----------------- | ---------------- | -------------------- | ------------ | ---------------- |
| Mavic Pro                   | 28 вересня 2016   | 4.16.1           | 4.16.2               | 4.16         | 4.16.2           |
| Mavic Air                   | 24 січня 2018     | 4.16.1           | 4.16.2               | 4.16         | 4.16.2           |
| Mavic 2 Pro                 | 23 серпня 2018    | 4.16.1           | 4.16.2               | 4.16         | 4.16.2           |
| Mavic 2 Zoom                | 23 серпня 2018    | 4.16.1           | 4.16.2               | 4.16         | 4.16.2           |
| Mavic 2 Enterprise / Dual   | 29 жовтня 2018    | 4.16.1           | 4.16.2               | 4.16         | 4.16.2           |
| Mavic Mini                  | 30 жовтня 2019    | 4.16.1           | 4.16.2               | 4.16         | 4.16.2           |
| Mavic Air 2                 | 27 квітня 2020    | 4.16.1           | 4.16.2               | 4.16         | 4.16.2           |
| Mini 2                      | 5 листопада 2020  | 4.16.1           | 4.16.2               | 4.16         |                  |
| Mavic 2 Enterprise Advanced | 15 грудня 2020    |                  | 4.16.2               |              | 4.16.2           |
| Mavic Air 2S                | 15 квітня 2021    | 4.16.1           | 4.16.2               | 4.16         |                  |
| Mini SE                     | 29 грудня 2021    | 4.16.1           | 4.16.2               | 4.16         | 4.16.2           |
| Mavic 3 / 3 Cine            | 4 листопада 2021  |                  |                      |              |                  |
| Mini 3 Pro                  | 10 травня 2022    |                  |                      |              |                  |
| Mavic 3E / 3T               | 27 вересня 2022   |                  | V5.1.0               |              |                  |
| Mavic 3 Classic             | 2 листопада 2022  |                  |                      |              |                  |
| Mavic 3M Multispectral      | 23 листопада 2022 |                  |                      |              |                  |
| Mini 3                      | 9 грудня 2022     |                  |                      |              |                  |

Дати випуску
- 6 червня 2022: Mobile SDK 4.16.1 для iOS[71]
- 29 липня 2022: Mobile SDK 4.16.2 для Android[72]
- 27 вересня 2022: Mobile SDK 5.1.0 для Android
- 25 квітня 2022: UX SDK 4.16 для iOS[73]
- 8 вересня 2022: UX SDK 4.16.2 для Android[74]

## Військове застосування

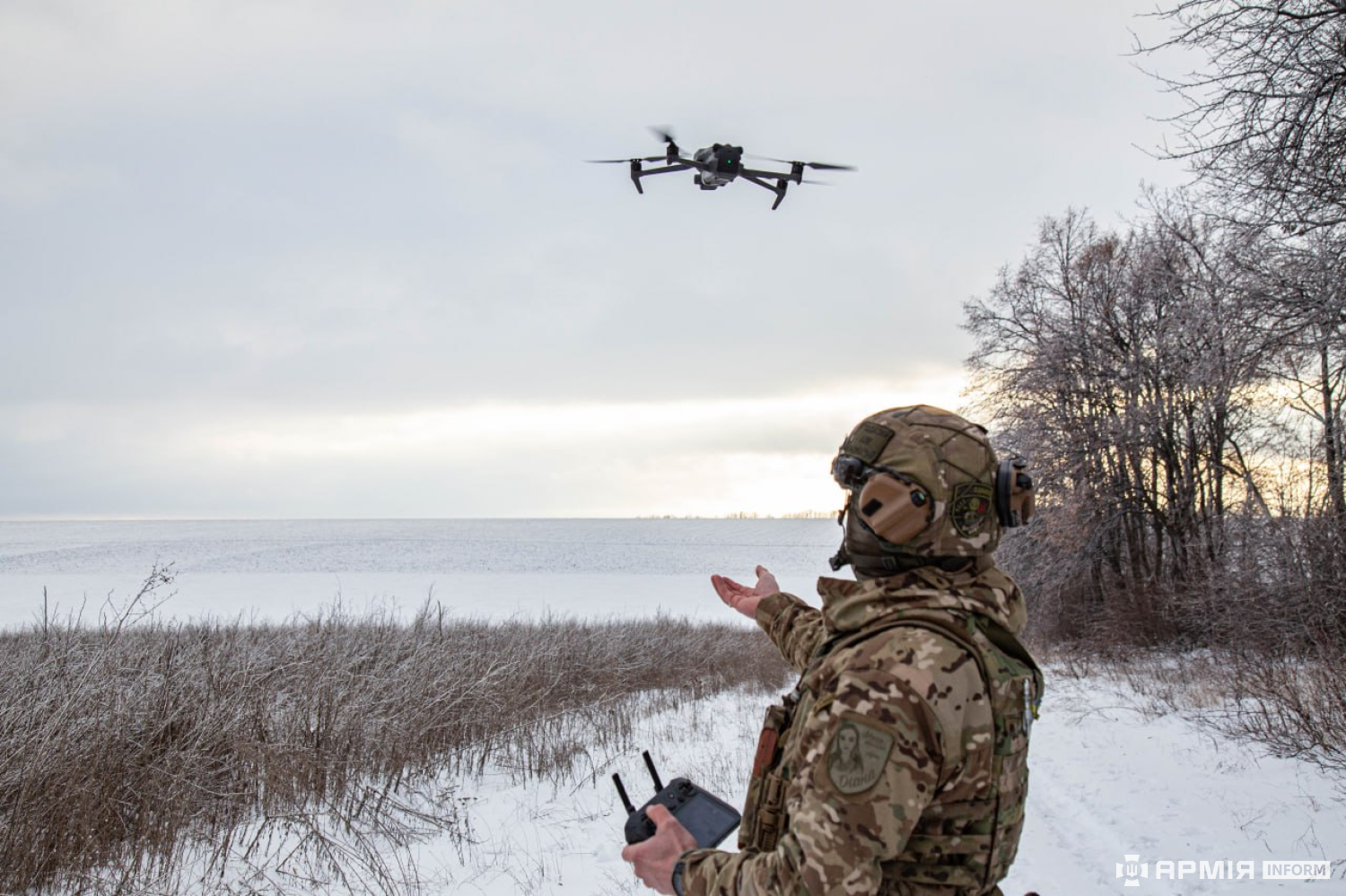
Боєць ДПСУ з DJI Mavic

Під час російсько-української війни цивільні дрони лінійки DJI Mavic стали одними з найрозповсюдженіших засобів бойової розвідки. Дрони використовувалися обома сторонами для розвідування території, коригування вогню артилерії та скидання саморобних боєприпасів (типу ВОГ-25) на ворожі цілі.